# Holtzheim
Holtzheim je francouzská obec v departementu Bas-Rhin v regionu Grand Est. V roce 2013 zde žilo 3 584 obyvatel.

## Poloha obce
Sousední obce jsou: Achenheim, Eckbolsheim, Entzheim, Hangenbieten, Lingolsheim, Oberschaeffolsheim a Wolfisheim.

## Vývoj počtu obyvatel
Počet obyvatel